# Estación de Villejuif - Léo Lagrange
Villejuif - Léo Lagrange es una estación del metro de París situada en la comuna de Villejuif, al sur de la capital. Pertenece a la línea 7. 

## Historia
Fue inaugurada el 28 de febrero de 1985 tras la prolongación de la línea 7 hacia el sur. 
Situada en Villejuif, debe su nombre completo al político y abogado francés Léo Lagrange.

## Descripción
Se compone de dos andenes laterales y de dos vías. 
Desde la celebración del centenario del metro parisino, en el año 2000, es una estación temática dedicada al deporte. Sus paredes están decoradas con fotos, ilustraciones y datos relativos a marcas, hazañas y hechos deportivos destacados del último siglo.